# القادرية (زغرتا)
القادرية  هي إحدى القرى اللبنانية من قرى قضاء زغرتا في محافظة الشمال.